# Joseph Nelson Rose
Pour les articles homonymes, voir Rose.
Joseph Nelson Rose est un botaniste américain, né le 11 janvier 1862 dans le comté d'Union et mort le 4 mai 1928.

## Biographie
Il fait ses études à Liberty, Indiana et reçoit son doctorat en Biologie, au Wabash College dans l’Indiana également. Il se marie avec Lou Beatrice Sims en 1888, union dont naîtront trois fils et deux filles.
Il travaille au ministère américain de l’Agriculture et devient conservateur-assistant au American Museum of Natural History en 1896. Il se spécialise alors sur plusieurs familles de plantes comme les apiaceae et les Cactaceae. Il fait plusieurs voyages au Mexique, certains des spécimens qu’il récolte sont notamment cultivés dans le jardin botanique de New York. Avec Nathaniel Lord Britton (1859-1934), il fait paraître de nombreux articles sur les Crassulaceae ainsi que les quatre volumes de The Cactaceae qui paraissent de 1919 à 1923, illustré par Emily Eaton (1873-1961)

## Source
- Traduction simplifiée de l'article de langue anglaise de Wikipédia (version du 5 novembre 2005).